# Ацилоїнестерна конденсація
Ацилоїнестерна конденсація (англ. acyloin ester condensation) — перетворення, що полягає у відновлювальній димеризації естерів за допомогою лужних металів (пр., Na) в ацилоїни (α-оксикетони). Відбувається на поверхні металу за радикальним механізмом. Діестери реагують внутрімолекулярно з утворенням циклічних ацилоїнів (метод синтезу великих циклів).
2RCOOR' → [R(NaO)C=C(ONa)R] — (H2O) → RCH(OH)COR